# Меридиан
Вижте пояснителната страница за други значения на Меридиан.
Меридианът е мислена линия, разположена върху земната повърхност, от северния до южния полюс, съдържаща всички точки с една и съща географска дължина. Местоположението на отделните точки по меридиана се указва чрез тяхната ширина. Всички меридиани имат еднаква дължина, равна на половината от голямата окръжност на Земното кълбо. Коя и да е точка от земната повърхност има свой меридиан, прокаран от север на юг. Това е т.нар. пладнена линия, която се определя в момента, когато Слънцето кулминира над точката.
За нулев или начален меридиан е бил приет меридианът, минаващ през Обсерваторията в Гринуич в Лондон, Великобритания. Съвременната световна геодезическа система WSG84, която е и основа на глобалната система за позициониране е приела за нулев меридиан нова линия, на 102,5 метра източно от старата. Останалите меридиани се измерват с определено число градуси според разстоянието им от началния меридиан на изток или на запад. 180° меридиан, който е противоположен на началния и е негово продължение, се нарича още линия на смяната на датата. Двата меридиана образуват Гринуичката меридианна окръжност с дължина 40 008,550 km. Нейната плоскост минава през центъра на Земята и разделя земното кълбо на две – Източно полукълбо и Западно полукълбо.
Географската дължина, на която и да е точка от земната повърхност, се нарича ъгълът, заключен между плоскостта на началния меридиан и плоскостта на меридиана на дадената точка. Географската дължина се измерва чрез разстоянието на тази точка от началния меридиан, изразено в градуси, минути и секунди (23°30′30″) или в десетични градуси (23.320596°). Тя бива източна и западна, понеже пресмятането на дължинните градуси започва от началния меридиан в източна и западна посока до 180°. Например София се намира на 23°30′30″ и.д., а Чикаго – на 110°20′10″ з.д. Дължината на градусните дъги не еднаква за отделните географски ширини. С отдалечаването си от екватора меридианите постепенно се сближават и в полюсите се сливат в една обща точка.
| Географска ширина                   | 0°-1°   | 9°-10°  | 19°-20° | 29°-30° | 39°-40° | 49°-50° | 59°-60° | 69°-70° | 79°-80° | 89°-90° |
| ----------------------------------- | ------- | ------- | ------- | ------- | ------- | ------- | ------- | ------- | ------- | ------- |
| Дължина на 1° дъга от меридиана в m | 110 576 | 110 607 | 110 700 | 110 846 | 111 027 | 111 221 | 111 406 | 111 558 | 111 658 | 111 695 |